# Arseny Avraamov
Arseny Mikhailovich Avraamov (en ruso: Арсений Михайлович Авраамов) (1886-1944) fue un músico, compositor, investigador de vanguardia e inventor soviético de origen ruso.
Arsenio Avraamov estudió música en la  Sociedad Filarmónica de Moscú con maestros como  I. N. Protopopov y Arseni Nikolàievitx Koresxenko, también tomó clases particulares de composición con Serguéi Ivánovich Tanéyev. Tras huir del país por negase a luchar en la Primera Guerra Mundial, regresó para participar activamente en la Revolución de Octubre. Fue pionero en las técnicas del cine sonoro en la URSS y desarrolló el arte "gráfico-sónico" producido dibujando directamente sobre la pista de sonido óptica de la película, y un sistema microtonal de 48 tonos "ultracromático". En 1927 presentó en Berlín, Frankfurt y Stuttgart su tesis titulada "El sistema universal de tonos", siendo su sistema microtonal anterior a la creación de la Sociedad de Petrogrado para la Música de Cuartos de Tono en 1923, por Georgii Rimskii-Korsakov.
Como compositor destaca la obra "Sinfonía de sirenas de fábrica", en ruso Гудковая симфония, que compuso en 1917 y se estrenó en la ciudad de Bakú el 22 de noviembre de 1922 para conmemorar el 5º aniversario de la Revolución de Octubre. Esta pieza, que implica a toda la ciudad e incluía a toda la flota del Caspio, cañones, locomotoras, regimientos de artillería, hidroaviones, sirenas de fábrica, campanas, sirenas de niebla, bandas musicales y un coro masivo así como el "magistral", un instrumento desarrollado por él para esa ocasión que  consistía en 50 silbatos de vapor unidos a tubos, que podían accionarse de forma independiente como las teclas de un piano. La obra fue dirigida por un equipo de conductores utilizando banderas y pistolas encabezado por Avraamov e incluía canciones como La Internacional, La marsellesa y la Warszawianka. Un año después se repitió en Moscú.

## Biografía
Arseny Mikhailovich Avraamov nació el 10 de abril, 22 de abril según el calendario juliano, de 1889 en la  granja Maly Nesvetay en la actual Novoshájtinsk, localidad del óblast de Rostov en el entonces Imperio Ruso, en el seno de una familia militar, su padre era coronel cosaco. Incresó en  en el Cuerpo de Cadetes, una institución de educación militar  elemental con un programa de institución de educación secundaria con pensión completa para preparar cadetes para el servicio militar o público, donde combinaba sus estudios con la música, logrando dominar varios instrumentos y comenzando a realizar algunas compasiones.
En 1908 estudia música en la Sociedad Filarmónica de Moscú., donde recibe clases de teoría musical de I. N. Protopopov y Arseni Nikolàievitx Koresxenko y estudia de forma particular composición con Serguéi Tanéyev. En 1910 comienza a realizar diversas publicaciones como crítico musical bajo el seudónimo de Ars. En 1911 finaliza los estudios en Filarmónica y toma parte activa en el movimiento revolucionario abandonando el país en 1914 para no luchar en la Primera Guerra Mundial.
Tras el triunfo de la Revolución de Octubre regresa a Rusia y trabaja como Comisario de Artes de la República en el Comisariado Popular de Educación, fue uno de los organizadores de la Organizaciones culturales y educativas proletarias conocido como "Proletkult". Fue en ese periodo donde compuso su obra Sinfonía gudkov, también conocida como Sinfonía de sirenas de fábrica.
Se trasladó a Rostov del Don donde ejerció de profesor de teoría de la música del Conservatorio de Rostov y colaboró en el periódico del ejército "En guardia de la revolución" y en los periódicos "Donskaya Zhizn", "Morning of the South", "Don Regional News", "Rostovskaya Rech".
Entre 1919 y 1922 fue miembro de la asociación literaria de poetas rusos  Imagism y fue  incluido en el Consejo Supremo de la Orden de los Imagistas (ver Imaginismo ruso).
En 1923 se traslada a Daguestán, donde permanecería hasta 1926 cuando se trasladó a Moscú. Creó un sistema microtonal de 48 tonos "ultracromático", presentado en su tesis, "El sistema universal de tonos", en Berlín, Frankfurt y Stuttgart en 1927. Su sistema microtonal es anterior a la creación de la Sociedad de Petrogrado para la Música de Cuartos de Tono en 1923, por Georgii Rimskii-Korsakov.
En 1929 participa activamente en la creación de las primeras películas sonoras soviéticas y dirigió el laboratorio de sonido en el Instituto de Investigación de Cinematografía. Desarrollo el arte gráfico-sónico donde se crea sonido pintando directamente sobre la pista de sonido óptica de la película. En 1930 impartió el curso optativo "Historia y Teoría de los Tonosistemas" en el Conservatorio Estatal Chaikovski de Moscú.
En 1935 se traslada a Nalchik donde realza un estudio y recopilación de la  música de los pueblos del Cáucaso septentrional y realiza escribió varias composiciones basadas en ella. De 1941 a 1943 asumió la dirección del coro popular ruso Coro Campesino fundado por Pyotr Glebovich Yarkov.
Arseny Avraamov murió en Moscú el 19 de mayo de 1944, está enterrado en el cementerio Danilovsky. Se desconoce la ubicación exacta de su tumba.

## Creatividad
Arseny Mikhailovich Avraamov es uno de los representantes de la vanguardia soviética de la década de 1920, que trató de combinar el arte y la tecnología, para crear un único arte de sonido y color. Experimentó con el cine sonoro llegando a desarrollar la técnica del arte "gráfico-sónico" que trataba de la creación de sonido y música dibujando directamente sobre la banda audio óptico de las cintas de cine.
Experto en teoría musical se esforzó por superar el sistema de  Temperamento igual o escala temperada, sistema de afinación construido mediante la división de la octava en doce partes iguales llamadas semitonos temperado, que clasificaba como ilimitado y limitativo llegando a acusar a Johann Sebastián Bach de haberlo popularizado, ralentizando la evolución lógica de la contemplación sonora durante dos siglos, mutiló el oído de millones de personas, por la utilización que este hizo de El clave bien temperado, nombre de dos ciclos de preludios y fugas compuestos por Johann Sebastian Bach en todas las tonalidades mayores y menores de la gama cromática. Desarrollo, en su empeño de  volver a la música acústicamente pura, el llamado "policordio arqueado" (el diseño permitía cambiar ligeramente el tono fijo), luego propuso dividir la octava en 48 microintervaloss iguales. En esa línea, en 1927 presentó su "sistema universal de tonos" (en alemán: das universelle Tonsystem), tema que había desarrollado en su tesis, en varias ciudades alemanas, entre ellas Berlín y Frankfurt.
La obra más conocida de Avraamov es la Sinfonía de sirenas de fábrica que se interpretó en Bakú en 1922. Una pieza en la que se combinan los sonidos procedentes de las sirenas, bocinas, armas, etc.  Esta obra se considera una de las obras que anticipó la aparición a mediados del siglo XX y la música concreta. En ella, según afirma el propio Avraamov, subyace el sistema de 12  tonos cromáticos con un modo de tonalidad mayor-menor.
Otras obras relevantes de Avraamov son la Marcha sobre un tema kabardiano escrita en 936, la obertura Aul Batyr compuesta en 1940, Fantasía sobre temas kabardianos también de  1940, así como varias composiciones para el coro. Las composiciones orquestales de Avraamov, diseñadas para instrumentos sinfónicos típicos, probablemente tampoco contienen microcromática "escalonada" (es decir, una en la que el intervalo microtonal tiene una función autónoma, no ornamental y no corrige la acústica) pureza de tríadas "ordinarias" y acordes de séptima.

Avraamov es autor de varios artículos de teoría musical y reseñas en varias revistas, principalmente rusas, de la segunda mitad de las décadas de 1910 y 1920. Es interesante la controversia entre Arseny Mikhailovich Avraamov  y Leonid Leonidovich Sabaneev sobre el "ultracromatismo" (término que utilizaba Sabaneev), que se desarrolló entre 1915 y 1916 en las páginas de la revista "Musical Contemporary" La polémica radicaba en que los diferentes significados al concepto de ultracromatismo que tenían ambos. Avraamov necesitaba intervalos microtonales (ultracromáticos) para "corregir" los intervalos armónicos y otras consonancias, para lograr (insuficiente en la escala de octava templada de 12 pasos) su pureza acústica. Para Sabaneev, sin embargo, los intervalos microtonales deberían tener un significado estructural dentro de algunas nuevas escalas modales. Es cierto que Sabaneev evita enfáticamente especificar cuáles son estas nuevas estructuras ultracromáticas.

### Sinfonía de sirenas de fábrica
La Sinfonía de sirenas de fábrica, en ruso Гудковая симфония, también conocida como Simfoniya Gudkov, es la obra más conocida de Arseny Mikhailovich Avraamov. Fue compuesta para la  conmemoración del Quinto Aniversario de la Revolución Rusa y está ideada para ser ejecutada al aire libre, en concreto se pensó para interpretarla en la ciudad de Bakú, capital de Azerbaiyán (por lo que también se la conoce como Sinfonía de las Sirenas en Bakú). Está influenciada por las  tesis del filósofo, poeta y anarquista soviético Aleksei Gastev.
La pieza incluye como instrumentos sirenas y silbatos de barcos de la armada, bocinas de autobuses y automóviles, sirenas de fábricas de la ciudad, cañones, 25 locomotoras,  sirenas de niebla de toda la flotilla soviética en el Mar Caspio, cañones de artillería (dos baterías de artillería), ametralladoras (varios regimientos de infantería), varios hidroaviones y un instrumento creado por Avraamov exprofeso para la ocasión, el "magistral",  que  consistía en 50 silbatos de vapor unidos a tubos, que podían accionarse de forma independiente como las teclas de un piano. La obra fue dirigida por un equipo de conductores utilizando banderas y pistolas encabezado por Avraamov e incluía canciones como La Internacional, La marsellesa y la Warszawianka interpretadas por un coro y una banda de  masas. Se estrenó el 22 de noviembre de 1922 en Bakú y un año después en Moscú.
La Sinfonía de las sirenas es una obra que se inscribe el movimiento de experimentación sonora que se desarrolló en Rusia entre 1900 y 1922 y estuvo apoyado por Lenin. Busca acercarse a los sonidos del pueblo y del  movimiento obrero.

EN LA CELEBRACIÓN DEL 5º ANIVERSARIO DE OCTUBRE LA INSTRUCCIÓN para "Sinfonía de las sirenas"

En la mañana del quinto aniversario, el 7 de noviembre, a las 7 en punto, todos los barcos de Gokasp, Voenflot y Ubekokaspiya, incluidos los pequeños barcos de vapor, son llegan al muelle del ferrocarril. Cada barco recibe instrucciones y músicos a bordo y ocupa un lugar designado en la zona de los muelles aduaneros. El destructor "Worthy" con una línea de órganos de vapor y pequeñas embarcaciones se coloca al frente, contra la torre de señales.
- A las 9 en punto toda la flota debería estar en su lugar.

- A la misma hora, todas las locomotoras libres (maniobras, tráfico local, trenes blindados y fuera de servicio) llegan al muelle.

- A más tardar a las 8 y media de la mañana. Los cadetes de los cursos de 4to Armavir, alumnos del Superior. Las escuelas de fiestas BK, los estudios TsRK, los estudiantes del Conservatorio Estatal de Azerbaiyán y los músicos profesionales deben estar en el muelle.

- A las 10, la infantería, la artillería, las ametralladoras, los carros blindados y los demás vehículos ocupan posiciones, según la orden de la guarnición. Los aeroplanos y los hidroaviones están listos.

- A más tardar 10 y media, los señaleros toman posiciones para los silbatos de distrito, estación y muelle.

- Se cancela el cañonazo del mediodía.

- En la primera descarga de saludo, Zykh, Bely Gorod, Bibi-Eibat y Bailov entran con sirenas y bocinas alarmantes de la incursión.

- En el 5º; cañón de los distritos 1 y 2 de la Ciudad Negra.

- El 10º; pitidos del Departamento de Productos Básicos de Azneft y los muelles.

- El 15; distrito de la ciudad. Los hidroaviones despegan. Tocan las campanas.

- El 18;  pitido del ferrocarril. Las locomotoras del depósito y de vapor que quedan en la estación; (Al mismo tiempo, la 1.ª compañía del 4.º Komkurs armenio, dirigida por la banda de música combinada y Varshavyanka, sale de la plaza hacia el muelle). La ansiedad alcanza su punto máximo y termina con el cañón 25.

- Pausa.

- Triple acorde de sirenas. "Hurra" desde el muelle.

- Se interpreta Cuelga desde la autopista.

- se interpreta la Internacional 4 veces.

- En el segundo medio golpe, la banda de música y el coro de coches combinados entran con la Marsellesa. Al repetirse, todo el ámbito de la celebración entra al unísono.

- Al final de la cuarta estrofa, los cadetes y la infantería regresan a la plaza y se encuentran con un vítores recíproco desde la plaza.

- Al final, un acorde solemne común de todos los pitidos y sirenas durante 3 minutos, acompañado de un toque de campana.

- Cuelga  desde la autopista.

- Marcha ceremonial.

- La artillería, la flota, los vehículos y las ametralladoras reciben señales directamente desde la torre del conductor. Una bandera roja con un campo blanco es para la batería, una amarilla con un campo azul es para las sirenas, una bandera de 4 colores es para las ametralladoras. Rojo: barcos y locomotoras en solitario en la dirección de la señal y el coro de automóviles.

- La La Internacional se repite dos veces más durante la procesión final a la señal de la batería.

El horno de las calderas de vapor es obligatorio dondequiera que haya silbatos de señales.
Todo lo anterior es de orientación y estricta ejecución, bajo la responsabilidad de las instituciones rectoras; autoridades militares, Azneft, Gokaspa e instituciones educativas relevantes. Cada artista debe tener esta orden con él en el momento de la actuación.
Presidente del CSC P. Chagin.

Organizador de la "Sinfonía Hoot" Ars. Avraamov.

- Reconstrucción de la Sinfonía de las sirenas realizada por del “Laboratorio de Creaciones Intermedia de la Universidad politécnica de Valencia” en España

- Sinfoniya Gudkov ("Symphony of the sirens", Public Event, Baku 1922) reconstruido por Leopoldo Amigo y Miguel Molina. Grabado en 2003.

## Publicaciones (selección)
- Formas y medios de la creatividad// Música, 1914, No. 164, págs. 39–43; 1916, núm. 172, págs. 215–217.
- Poliacorde de arco // Musical contemporáneo, 1915, nº 3, p.11-17.
- ¿Ultracromatismo u omnitonalidad? // Musical contemporáneo, 1916, Nos. 4-5, p.157-168.
- La ciencia musical que viene y la nueva era de la historia de la música // Contemporáneo Musical, 1916, No. 6.
- Jenseits von Temperierung und Tonalität. Autorisierte Übersetzung aus dem Russischen von Hermann Scherchen // Melos 1 (1920), SS.131–4, 160–66, 184–8.
- Sinfonía de pitidos // Horn (revista de All-Russian Proletkult), 1923, No. 9.
- El problema de Oriente en la ciencia musical // Russian Contemporary, 1924, No. 3, p. 216-227.
- Cuña con cuña // Cultura Musical, 1924, N° 1, p.42.
- Sistema universal de tonos. Resultados y perspectivas // Life of Art, 1926, No. 12, pp. 3-4; núm. 38, págs. 9 y 10; No. 40, págs. 6–7.
- Hijo pródigo // Rabis. Revista semanal del Sindicato de Trabajadores del Arte de toda la Unión, 15 de febrero de 1927 (sobre la gira de S. Prokofiev en la URSS).
- Electrificación de la música // Arte soviético, 1928, nº 1, p. 61-66.
- Organización científica del material artístico // Arte soviético, 1928, No. 4, pp. 72-75.
- Música sintética // Música soviética, 1939, No. 8, págs. 67–75.

## Literatura
- Sabaneev L.L. Controversia ultracromática // Musical contemporáneo, 1916, N.º 6.
- 'D. Gojowy. Neue sowjetische Musik der 1920er Jahre. Laber, 1980.
- Wehrmeyer A. Studien zum russischen Musikdenken um 1920. Frankfurt, 1991.
- Rakhmanova M. Avraamov // Gran Enciclopedia Rusa. T.1. M, 2005.
- Rumyantsev S. New Ars, o los asuntos y aventuras del cosaco incansable Arseniy Avraamov. M.: Deka-VS, 2007.
- Giro acústico, hrsg. de Petra María Meyer. München: Wilhelm Fink 2008. ISBN 978-3-7705-4389-2 (colección de artículos sobre la historia de la acústica musical, incluida la contribución de Avraamov).
- Kornienko M. Arseniy Avraamov - el descubridor de nuevos mundos sonoros // Almanaque musical del sur de Rusia, 2010, n.° 2, p. 9-14.